# Hildegarde de Vintzgau
Pour les articles homonymes, voir Hildegarde.
Hildegarde de Vintzgau ou Hildegarde de Souabe, née vers 758 et morte le 30 avril 783 à Thionville, est issue des comtes de Vintzgau (en Austrasie), et des ducs des Alamans (« erat de cognatione Gotefridi ducis Alamannorum »). Épouse de Charlemagne à partir de 771, elle fut reine des Francs et mère de son successeur, l'empereur Louis le Pieux.
En tant que Bienheureuse (ou sainte) de l'Église catholique, elle est célébrée le 30 avril.

## Biographie
Hildegarde est la fille de Gérold Ier († vers 784), comte franc en Kraichgau et en Anglachgau sur le Rhin supérieur, et de son épouse Emma d'Alémanie († 798), une fille du duc Nebe d'Alémanie. Son père semble se rattacher à la famille des Agilolfing, la première dynastie régnant en Bavière, mais son ascendance exacte n'est pas assurée. Le frère d'Hildegarde, Gérold le Jeune († 799), après s’être illustré à la guerre, devient praefectus de Bavière. Un frère cadet, Adrien († vers 821), fut comte d'Orléans.

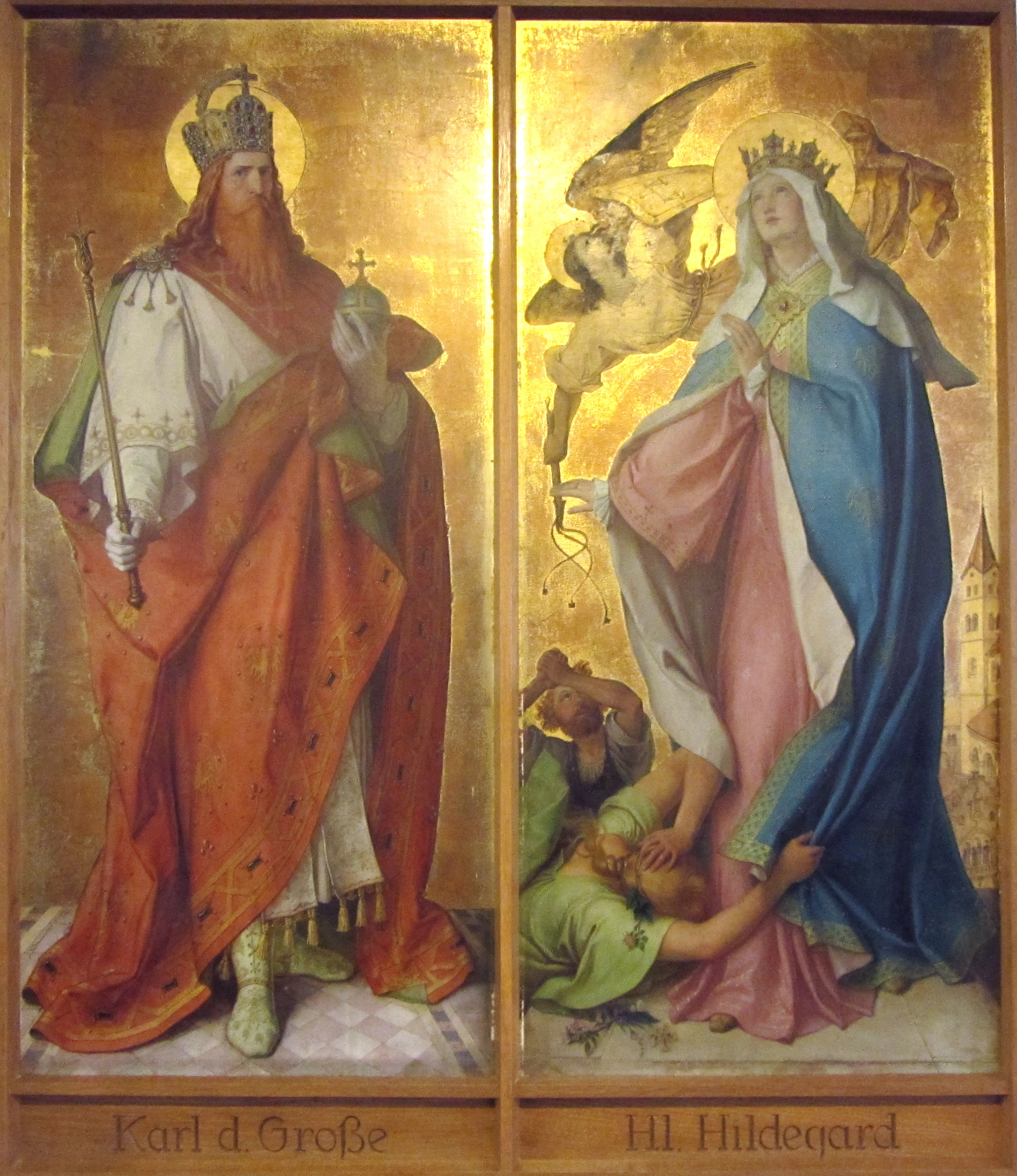
Panneaux de Charlemagne et de Hildegarde (1895).

À l’âge d'environ treize ans, en 771, elle devient la troisième épouse de Charlemagne après la répudiation de Désirée (Desiderata), la fille de Didier, le dernier roi des Lombards vaincu en 774. Avec le roi des Francs, Hildegarde a neuf enfants dont Charles le Jeune et Louis le Pieux, le futur empereur d’Occident. Pour Charlemagne, ce mariage était essentiel afin de renforcer sa position dans les domaines des Alamans à l'est du Rhin ayant appartenu à son frère décédé Carloman Ier. 
Hildegarde accompagne son époux lors de ses campagnes. Pendant l’expédition au royaume Lombard en Italie (773-774), elle est présente lors du siège de Pavie où elle donne naissance à une fille, Adélaïde, qui meurt sur le chemin du retour à travers les Alpes. De même, lors de la campagne vers l'Émirat de Cordoue en 778, elle donne naissance à des jumeaux, Louis et Lothaire, à la Villa Cassinogilum à Casseuil (plusieurs lieux se disputent la paternité du lieu de naissance, dont Chasseneuil du Poitou et la ville de Casseneuil en Lot et Garonne). 
Lors d'un voyage à Rome en 780-781, elle offre au pape Adrien Ier une couverture pour l’autel de l’église Saint-Pierre. Le 15 avril 781, au cours de la célébration de la fête de Pâques, Charlemagne fait couronner son fils Louis roi d'Aquitaine par le pape. Cette cérémonie voit aussi le baptême du troisième fils, Pépin, né Carloman, et son couronnement en tant que roi d'Italie, dit Pépin d'Italie (Pépin Ier, dans la nomenclature).
Hildegarde meurt à l’âge de vingt-cinq ans dans la résidence impériale de Thionville, peu de temps après la naissance de sa fille Hildegarde, des suites de sa neuvième couche. Elle est inhumée en l’abbaye Saint-Arnould de Metz qui devient la nécropole de la famille de Charlemagne. Celui-ci se remarie cinq mois après sa mort avec Fastrade de Franconie.

## Vénération
Hildegarde (qui n' a pas été officiellement canonisée) entretient de bonnes relations avec la future sainte Lioba, une conseillère rassurante qui vient souvent la rencontrer à la cour. Elle fait de nombreuses donations aux églises, en particulier aux abbayes de Saint-Denis et de Saint-Martin de Tours. En 781-783, l’Évangéliaire de Godescalc, un manuscrit enluminé, est réalisé à destination du couple royal. 
À sa mort prématurée, un certain nombre d'historiens ont écrit des épitaphes élogieuses, dont Paul Diacre (Epitaphium Hildegardis reginae). Le pape Adrien Ier a exprimé ses condoléances sincères. Il apparaît que la reine s'est intéressée aux affaires politiques de son mari, et qu'elle a joué un rôle décisif dans la nomination de son frère Gérold comme préfet de la Bavière après la destitution du dernier duc agilolfien, Tassilon III, en 788.

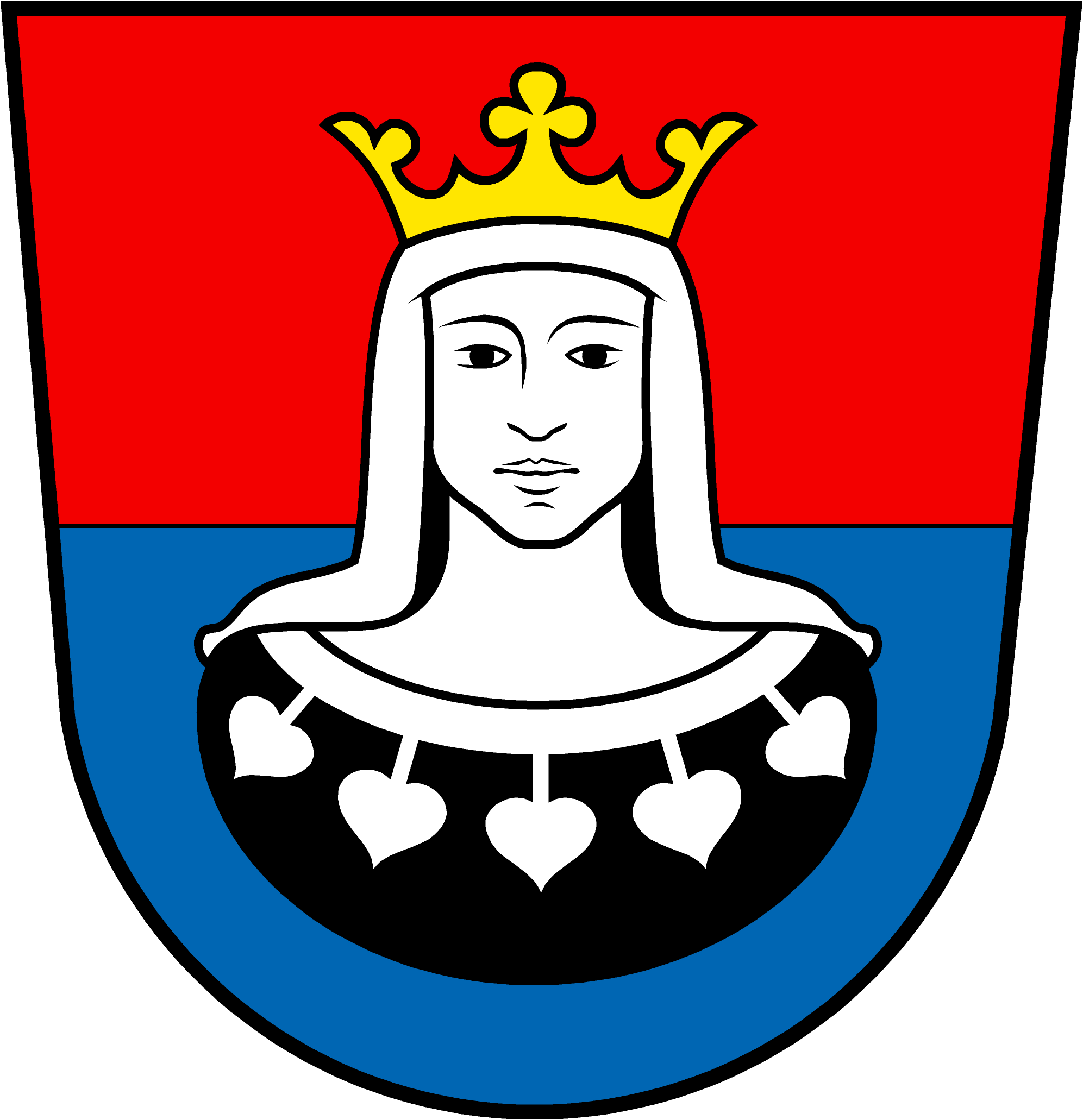
Blason de l'abbaye de Kempten, à l'effigie de Hildegarde.

Hildegarde, avec son mari, a également fait des dons importants à l'abbaye de Kempten en Alémanie, fondée en 752. À l’église du monastère, elle offrit en 774 les reliques des martyrs Gordien et Épimaque. Grâce à son soutien financier et politique, Kempten devient rapidement une des abbayes les plus importantes de l’Empire carolingien.

## Généalogie
```
    ┌─ Hado ou Agilulf (?-?). Filiation incertaine (cf Pierre Riché).
┌─ 
Gérold
 
I
er
 de Vintzgau
 (v.
725
-† v.
786
), 
comte de Vintzgau
. 
│  └─ Gerniu de Suevie (?-?). 
│

Hildegarde de Souabe (ou de Vintzgau)

│
│  ┌─ X
└─ 
Emma d'Alémanie
 (?-?). Fille de Nébi.
    └─ X
```

```
Hildegarde de Souabe
 (ou de Vintzgau)

 ép. en 
771
 Charlemagne 
 │
 ├─1 
Charles le Jeune
 (v.
772
/
773
-†4.12.
811
)
 ├─2 Adélaïde (v.773/774-†774)
 ├─3 
Rotrude
 (v.
775
-† 6.6.
810
). 
 ├─4 
Pépin d'Italie
 (
777
-† 8.7.
810
), 
roi d'Italie
 (
781
-
810
). dynastie des 
Herbertiens
.
 ├─5 
Louis
 
I
er
 dit 
le Pieux
 (
778
-† 20.6.
840
), 
roi d'Aquitaine
 puis 
empereur d'Occident
.
 ├─6 Lothaire (
778
-†779/780), frère jumeau de 
Louis

 ├─7 
Berthe
 (v.
779
-† 
824
 ou après). 
 ├─8 
Gisèle
 (
781
-†ap. 
800
 ou peut être ap. 
814
)
 └─9 Hildegarde (†
783
), d'après le moine 
Paul Diacre
 elle ne vécut que quarante jours
```

Bien que Charlemagne eût un fils de son premier mariage, Pépin le Bossu, l'Empire carolingien fut divisé entre les trois fils survivants de Hildegarde par le Divisio regnorum, promulgué à la diète de Thionville en 806. À la mort de son père en 814, Louis le Pieux lui succède sur le trône.

### Télévision
- Charlemagne, le prince à cheval, téléfilm franco-italo-germano-luxembourgeois en trois parties, réalisé par Clive Donner, et diffusé la première fois sur France 2 en 1993, avec Isabelle Pasco dans le rôle d'Hildegarde.